# NVIDIA MediaShield
MediaShield為nVIDIA針對硬碟儲存的一重技術。在nForce 590 SLI晶片組中，透過這個技術，令系統最高可支援6个SATA硬碟，並支持RAID 0，1，0+1以及RAID 5。用戶可將6个硬碟组成RAID 5；亦可將3个硬碟组成RAID 5，3个硬碟组成RAID 0。後者的優點是既可擁有提高硬碟性能，又可提高安全性。這比第三方硬碟控制芯片優良。縱使它可提供相同的功能，但需通过PCI-E或PCI接口連接系統，有機會形成樽頸。

## 外部連結
- nVIDIA MediaShield官方網頁